# Glass Hammer
Glass Hammer ist eine US-amerikanische Progressive-Rock-Gruppe, die 1992 von den beiden Multiinstrumentalisten Steve Babb und Fred Schendel in Chattanooga (Tennessee) gegründet wurde.

## Stil
Der musikalische Stil der Gruppe ist stark von Yes, Kansas, Emerson, Lake & Palmer und Genesis geprägt, unterstützt durch die Mitarbeit von Roger Dean, der das Album The Inconsolable Secret mit seiner Cover-Illustration versah.
Besonders deutlich wurde der Einfluss dieser Vorbilder auf dem Album Chronometree aus dem Jahr 2000, das nahezu nahtlos an die Klangwerke von Yes und ELP aus den frühen 1970er Jahren anknüpft. Die Texte von Glass Hammer befassen sich häufig mit Szenarien der Fantasy-Literatur sowie mit religiösen Themen. So behandelte etwa das Konzeptalbum Lex Rex von 2002 die Begegnung eines römischen Soldaten mit Jesus Christus.
Für das Album Culture of Ascent konnte Yes-Frontmann Jon Anderson als Gastmusiker gewonnen werden.

## Diskografie
Studioalben
- Journey of the Dunadan (1993)
- Perelandra (1995)
- On to Evermore (1998)
- Chronometree (2000)
- The Middle Earth Album (2001)
- Lex Rex (2002)
- Shadowlands (2004)
- The Inconsolable Secret (2005)
- Culture of Ascent (2007)
- Three Cheers for the Broken-Hearted (2009)
- If (2010)
- Cor Cordium (2011)
- Perilous (2012)
- Ode to Echo (2014)
- The Breaking of the World (2015)
- Valkyrie (2016)
- Chronomonaut (2018)
- Dreaming City (2020)
- Skallagrim - At the Gate (2022)
- Arise (2023)
- Rogue (2025)

Live-Alben
- Live and Revived (1997)
- Live at NEARfest (2004)
- Double Live (2015)
- Mostly Live (2018)

Kompilationen
- The Compilations, 1996 to 2004 (2006)

DVDs
- Lex Live (2004)
- Live at Belmont (2006)
- Live at Tivoli (2008)

Sonstiges
- One (Babb & Schendel’s First Recordings 1991–1992) (2010)
- V.A.: The Stories of H.P.Lovecraft: A Symphonic Collection (2012) [3CD Set]